# Messias dos Reis Silveira
Messias dos Reis Silveira (ur. 25 grudnia 1958 w Passos) – brazylijski duchowny katolicki, biskup Teófilo Otoni od 2018.

## Życiorys
11 sierpnia 1992 otrzymał święcenia kapłańskie i został inkardynowany do diecezji Guaxupé. Był m.in. wychowawcą i rektorem diecezjalnego seminarium oraz rektorem domu formacyjnego dla księży diecezjalnych.
3 stycznia 2007 papież Benedykt XVI mianował go biskupem diecezji Uruaçu. Sakry biskupiej udzielił mu 11 marca 2007 emerytowany biskup Guaxupé – José Geraldo Oliveira do Valle.
14 listopada 2018 papież Franciszek mianował go biskupem ordynariuszem diecezji Teófilo Otoni.